# Клинк
Клинк (нем. Klink) — община в Германии, в земле Мекленбург-Передняя Померания.
Входит в состав района Мюриц. Подчиняется управлению Зеенландшафт Варен. Население составляет 1113 человек (на 31 декабря 2010 года). Занимает площадь 25,42 км².

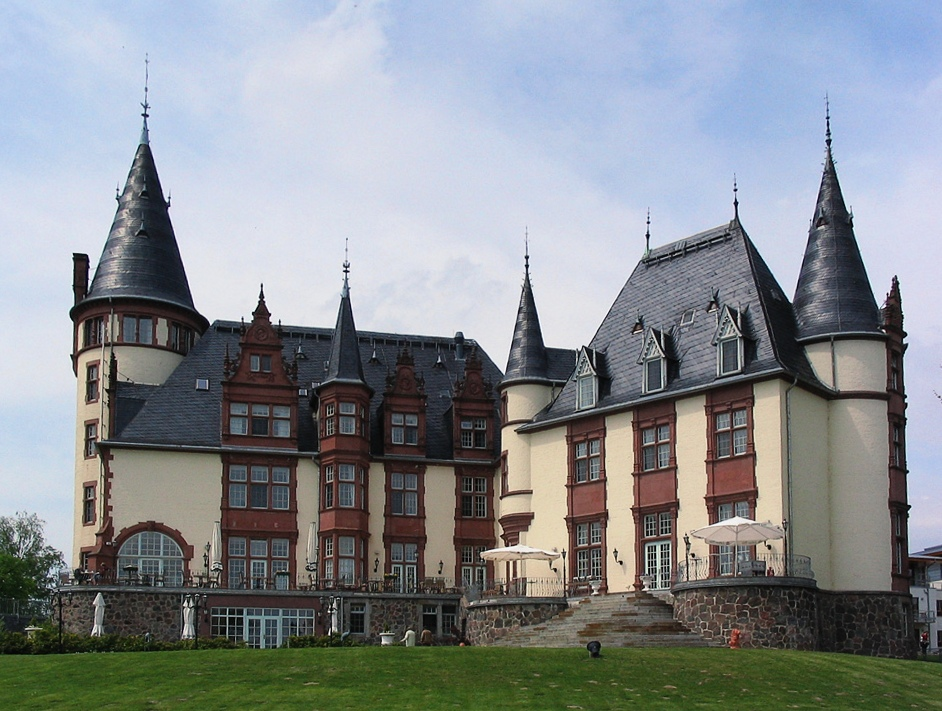
Замок
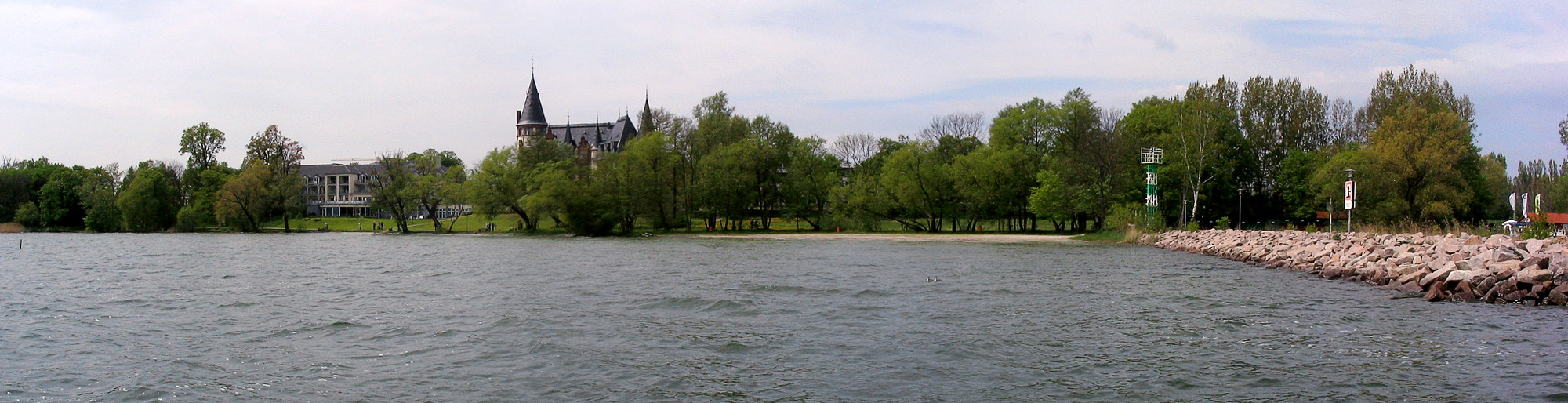
Замок